# Nemzeti Bajnokság I 2012-2013
La Nemzeti Bajnokság I 2012-2013 (chiamata ufficialmente OTP Bank Liga per motivi di sponsorizzazione) è stata la 112ª edizione del massimo campionato di calcio ungherese. La stagione è iniziata il 27 luglio 2012 ed è terminata il 1º giugno 2013. Il Gyori ETO ha vinto il titolo per la quarta volta.

## Stagione

### Novità
Al termine della stagione 2011-2012, sono retrocessi Zalaegerszeg e Vasas. Al loro posto sono stati promossi Egri e MTK Budapest.

### Regolamento
Le 16 squadre partecipanti si sfidano in un girone di andata e ritorno per un totale di 30 giornate.
La squadra campione d'Ungheria si qualificherà per il secondo turno di qualificazione della UEFA Champions League 2013-2014.

Le squadre classificate al secondo e terzo posto si qualificheranno per il secondo turno di qualificazione della UEFA Europa League 2013-2014.

Le ultime due classificate saranno retrocesse direttamente in Nemzeti Bajnokság II.

## Squadre partecipanti
| Club         | Stagione | Città          | Stadio                           | Stagione 2011-2012    | Allenatore      |
| ------------ | -------- | -------------- | -------------------------------- | --------------------- | --------------- |
| Debrecen     | dettagli | Debrecen       | Stadio Oláh Gábor Út             | Campione d'Ungheria   | Elemér Kondás   |
| Diósgyőr     | dettagli | Miskolc        | Stadio DVTK                      | 7º posto in NB I      | Tibor Sisa      |
| Eger         | dettagli | Eger           | Szentmarjay Tibor Városi Stadion | 1º Girone Ovest NB II | Antal Simon     |
| Ferencváros  | dettagli | Budapest       | Albert Flórián Stadion           | 11º posto in NB I     | Ricardo Moniz   |
| Győri ETO    | dettagli | Győr           | ETO Park                         | 3º posto in NB I      | Attila Pintér   |
| Haladás      | dettagli | Szombathely    | Stadio Rohonci Út                | 8º posto in NB I      | Tamás Artner    |
| Honvéd       | dettagli | Budapest       | Bozsik Stadion                   | 4º posto in NB I      | Marco Rossi     |
| Kaposvár     | dettagli | Kaposvár       | Stadio Kaposvár Rákóczi          | 10º posto in NB I     | László Prukner  |
| Kecskemét    | dettagli | Kecskemét      | Stadio Széktói                   | 5º posto in NB I      | Ferenc Horváth  |
| Lombard Pápa | dettagli | Pápa           | Stadio Várkerti                  | 14º posto in NB I     | Gyula Zsivoczky |
| MTK Budapest | dettagli | Budapest       | Nándor Hidegkuti Stadion         | 1º Girone Est NB II   | József Garami   |
| Paks         | dettagli | Paks           | Stadio PSE                       | 6º posto in NB I      | Tomislav Sivić  |
| Pécs         | dettagli | Pécs           | Stadio PMFC                      | 12º posto in NB I     | Attila Supka    |
| Siófok       | dettagli | Siófok         | Stadio Géza Révesz               | 9º posto in NB I      | István Mihalecz |
| Újpest       | dettagli | Budapest       | Stadio Szusza Ferenc             | 13º posto in NB I     | Jos Daerden     |
| Videoton     | dettagli | Székesfehérvár | Sóstói Stadion                   | 2º posto in NB I      | Paulo Sousa     |

## Classifica finale
|                     | Pos. | Squadra      | Pt | G  | V  | N  | P  | GF | GS | DR  |
| ------------------- | ---- | ------------ | -- | -- | -- | -- | -- | -- | -- | --- |
| Ungheria (bandiera) | 1.   | Győri ETO    | 64 | 30 | 19 | 7  | 4  | 57 | 33 | +24 |
|                     | 2.   | Videoton     | 54 | 30 | 16 | 6  | 8  | 52 | 24 | +28 |
|                     | 3.   | Honvéd       | 52 | 30 | 15 | 7  | 8  | 50 | 36 | +14 |
|                     | 4.   | MTK Budapest | 51 | 30 | 15 | 6  | 9  | 43 | 30 | +13 |
|                     | 5.   | Ferencváros  | 49 | 30 | 13 | 10 | 7  | 51 | 36 | +15 |
|                     | 6.   | Debrecen     | 46 | 30 | 14 | 4  | 12 | 47 | 36 | +11 |
|                     | 7.   | Kecskemét    | 44 | 30 | 12 | 8  | 10 | 42 | 42 | 0   |
|                     | 8.   | Haladás      | 44 | 30 | 11 | 11 | 8  | 36 | 27 | +9  |
|                     | 9.   | Újpest       | 41 | 30 | 11 | 8  | 11 | 40 | 42 | −2  |
|                     | 10.  | Diósgyőr     | 38 | 30 | 9  | 11 | 10 | 31 | 39 | −8  |
|                     | 11.  | Kaposvár     | 37 | 30 | 10 | 7  | 13 | 35 | 38 | −3  |
|                     | 12.  | Pécs         | 37 | 30 | 10 | 7  | 13 | 33 | 44 | −11 |
|                     | 13.  | Paks         | 35 | 30 | 8  | 11 | 11 | 40 | 38 | +2  |
|                     | 14.  | Lombard Pápa | 28 | 30 | 7  | 7  | 16 | 26 | 46 | −20 |
|                     | 15.  | Siófok       | 25 | 30 | 7  | 4  | 19 | 31 | 61 | −30 |
|                     | 16.  | Eger         | 15 | 30 | 3  | 6  | 21 | 25 | 67 | −42 |

Legenda:
      Campione d'Ungheria e ammessa alla UEFA Champions League 2013-2014
      Ammesse alla UEFA Europa League 2013-2014
      Retrocesse in Nemzeti Bajnokság II 2013-2014

## Risultati
|              | Deb  | Dió  | Egr  | Fer  | Győ  | Hal  | Hon  | Kap  | Kec  | Lom  | MTK  | Pak  | Péc  | Sió  | Újp  | Vid  |
| ------------ | ---- | ---- | ---- | ---- | ---- | ---- | ---- | ---- | ---- | ---- | ---- | ---- | ---- | ---- | ---- | ---- |
| Debrecen     | –––– | 2-0  | 1-0  | 1-1  | 4-1  | 2-0  | 4-1  | 2-1  | 2-1  | 1-0  | 0-1  | 0-1  | 2-1  | 2-2  | 1-0  | 0-1  |
| Diósgyőr     | 1-0  | –––– | 1-0  | 0-1  | 0-3  | 3-1  | 2-1  | 0-1  | 1-1  | 1-0  | 2-1  | 1-0  | 2-1  | 2-1  | 2-1  | 3-1  |
| Egri         | 1-0  | 2-2  | –––– | 2-2  | 1-0  | 0-1  | 1-1  | 2-1  | 0-2  | 1-1  | 2-2  | 1-0  | 0-1  | 1-1  | 2-2  | 1-0  |
| Ferencváros  | 2-2  | 2-0  | 1-0  | –––– | 1-1  | 2-1  | 0-2  | 2-1  | 1-1  | 4-1  | 2-2  | 2-2  | 1-0  | 0-1  | 1-1  | 2-1  |
| Győri ETO    | 1-1  | 2-1  | 1-0  | 0-1  | –––– | 1-1  | 0-0  | 2-1  | 5-1  | 6-0  | 2-2  | 1-0  | 1-0  | 0-1  | 3-2  | 1-1  |
| Haladás      | 1-1  | 0-0  | 4-2  | 1-0  | 0-1  | –––– | 2-1  | 0-0  | 1-0  | 0-1  | 3-0  | 1-2  | 1-1  | 1-0  | 2-1  | 1-0  |
| Honvéd       | 1-1  | 2-1  | 2-1  | 1-0  | 0-1  | 2-1  | –––– | 5-3  | 2-2  | 1-0  | 1-2  | 3-3  | 0-1  | 2-1  | 2-2  | 3-1  |
| Kaposvár     | 1-0  | 2-2  | 0-0  | 1-0  | 0-1  | 2-1  | 1-0  | –––– | 2-1  | 2-2  | 1-0  | 1-1  | 1-1  | 3-0  | 0-0  | 0-2  |
| Kecskemét    | 1-0  | 1-1  | 0-1  | 1-1  | 2-1  | 2-1  | 2-1  | 1-2  | –––– | 1-2  | 1-1  | 2-2  | 1-0  | 0-2  | 2-3  | 1-0  |
| Lombard Pápa | 1-0  | 1-1  | 2-1  | 1-0  | 0-1  | 1-0  | 2-1  | 3-0  | 2-1  | –––– | 0-2  | 0-0  | 1-2  | 2-2  | 2-3  | 1-0  |
| MTK Budapest | 1-0  | 0-1  | 3-0  | 4-2  | 3-3  | 2-2  | 1-0  | 3-1  | 1-1  | 2-1  | –––– | 2-2  | 0-0  | 1-1  | 2-1  | 3-2  |
| Paks         | 1-1  | 2-1  | 0-1  | 0-1  | 0-0  | 2-2  | 1-0  | 0-1  | 2-1  | 1-1  | 0-0  | –––– | 2-3  | 4-1  | 2-2  | 1-1  |
| Pécs         | 2-3  | 2-2  | 0-0  | 0-0  | 1-0  | 0-1  | 2-2  | 1-0  | 0-1  | 0-1  | 1-1  | 2-1  | –––– | 2-1  | 1-3  | 3-1  |
| Siófok       | 0-2  | 1-1  | 1-0  | 0-0  | 2-3  | 0-3  | 0-1  | 1-2  | 0-2  | 2-1  | 2-1  | 2-0  | 1-1  | –––– | 2-0  | 1-3  |
| Újpest       | 0-0  | 1-0  | 3-0  | 2-1  | 1-1  | 2-1  | 1-0  | 0-2  | 2-1  | 1-1  | 1-0  | 0-1  | 2-1  | 1-0  | –––– | 0-1  |
| Videoton     | 3-1  | 0-0  | 2-1  | 1-2  | 0-1  | 2-1  | 0-1  | 1-0  | 0-1  | 1-1  | 2-1  | 2-2  | 1-0  | 0-1  | 2-2  | –––– |

## Statistiche

### Classifica marcatori
| Gol |  |  | Giocatore       | Squadra      |
| --- |  |  | --------------- | ------------ |
| 18  |  |  | Adamo Coulibaly | Debrecen     |
| 17  |  |  | Dániel Böde     | Ferencváros  |
| 13  |  |  | Péter Kabát     | Újpest       |
| 13  |  |  | Nemanja Nikolić | Videoton     |
| 12  |  |  | Roland Varga    | Győri ETO    |
| 10  |  |  | Gergely Délczeg | Honvéd       |
| 10  |  |  | Attila Simon    | Paks         |
| 9   |  |  | József Kanta    | MTK Budapest |
| 9   |  |  | János Lázok     | Paks         |
| 9   |  |  | Norbert Németh  | Eger         |

## Allenatori esonerati
| Club         | Allenatore   | Data esonero      | Nuovo allenatore |
| ------------ | ------------ | ----------------- | ---------------- |
| Paks         | Károly Kis   | 1º agosto 2012    | Csaba Máté       |
| Ferencváros  | Lajos Détári | 20 agosto 2012    | Ricardo Moniz    |
| Lombard Pápa | Ferenc Bene  | 27 agosto 2012    | Gyula Zsivóczky  |
| Kecskemét    | László Török | 17 settembre 2012 | Ferenc Horváth   |